# Man Down

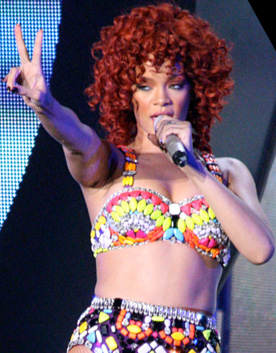
Rihanna wykonująca utwór Man Down w ramach trasy Loud Tour.

Man Down – utwór barbadoskiej piosenkarki Rihanny z jej piątego albumu „Loud”. Piosenkę napisali Shama Joseph, Timothy & Theron Thomas i Shontelle Layne i wyprodukowana przez Sham. Piosenka została wysłana do amerykańskich stacji radiowych 3 maja 2011.
Piosenka otrzymała pozytywne recenzje od krytyków, chwaląc ją za powrócenie do pierwotnych rytmów. Piosenka otrzymała miejsce 71 na Billboard Hot R&B/Hip-Hop Songs Chart.

## Tło
Na początku marca 2011 roku Rihanna na swoim oficjalnym koncie na portalu społecznościowym Twitter zorganizowała głosowanie na następny singiel z albumu pomiędzy „Cheers (Drink to That)”, „Man Down”, „California King Bed”, a „Fading”. Do piosenki która wygra ma zostać nakręcony teledysk pod koniec marca 2011 roku. 12 marca 2011 roku formacja The Runners ogłosiła na koncie Rihanny, że zwyciężyła ballada „California King Bed”. Aż w końcu utwór został wydany za pośrednictwem stacji radiowych rhythmic i urban 3 maja 2011 roku w Stanach Zjednoczonych.

## Teledysk
Pracę nad wideoklipem Rihanna rozpoczęła w kwietniu 2011 roku w Portland, na Jamajce. Piosenkarka 2 maja 2011 roku ogłosiła, że planuje wydać klip do „Man Down” i „California King Bed” w tym samym czasie, czyli za około mniej niż dziesięć dni. Sytuacja się powtarza z 2010, kiedy to 25 maja Rihanna wydała teledysk do singla „Rockstar 101”, a trzy dni później do „Te Amo”. Jednakże premiera odbyła się 31 maja za pośrednictwem nieoficjalnych kanałów YouTube, a dzień później za pośrednictwem VEVO. Teledysk jest bardzo mroczny, Rihanna zabija mężczyznę, po czym przypomina sobie poprzedni dzień, który pokazuje dlaczego postanowiła zabić. Jest to jeden z jej kontrowersyjnych teledysków.

## Notowania
| Lista przebojów (2011)                              | Najwyższa pozycja |
| --------------------------------------------------- | ----------------- |
| Stany Zjednoczone (Billboard Hot R&B/Hip-Hop Songs) | 9                 |